# Castel Gabbiano
Castel Gabbiano ist eine italienische Gemeinde (comune) in der Lombardei, Norditalien mit 499 Einwohnern (Stand 31. Dezember 2023). Die Gemeinde liegt etwa 44 Kilometer nordwestlich von Cremona am Serio und am Parco del Serio und grenzt unmittelbar an die Provinz Bergamo.